# نيكلاس فولكروغ
نيكولا فولكروغ (بالألمانية: Niclas Füllkrug) (9 فبراير 1993 هانوفر ألمانيا - ) هو لاعب كرة قدم ألماني يلعب مهاجمًا مع نادي وست هام يونايتد في الدوري الإنجليزي الممتاز والمنتخب الألماني.

## روابط خارجية
- نيكلاس فولكروغ على موقع الاتحاد الأوربي (الإنجليزية)
- نيكلاس فولكروغ على موقع قاعدة بيانات كرة القدم.إي يو (الإنجليزية)
- نيكلاس فولكروغ على موقع بيانات كرة القدم. دي إي (الألمانية)
- نيكلاس فولكروغ على موقع ليكيب (الفرنسية)
- نيكلاس فولكروغ على موقع ناشيونال فوتبول تيمز (الإنجليزية)
- نيكلاس فولكروغ على موقع Soccerbase.com (لاعب) (الإنجليزية)
- نيكلاس فولكروغ على موقع Soccerway.com (الإنجليزية)
- نيكلاس فولكروغ على موقع عالم كرة القدم.نت (الإنجليزية)
- نيكلاس فولكروغ على موقع كووورة
- نيكلاس فولكروغ على موقع AS.com (الإسبانية)